# 岱西镇
岱西镇是中华人民共和国浙江省舟山市岱山县下辖的一个镇。因位于岱山岛西部而得名，也包括邻近的西垦山、花鼓山、凉帽山等10个无人岛屿。陆地总面积25.9平方公里（其中10个离岛0.44平方公里）。

## 地理
岱西镇位于岱山本岛的西部，三面临海，东与东沙镇和高亭镇相接。境内最高山岗南大山，海拔158.6米。

## 人口
| 年份       | 人口  | 户   |
| ---------- | ----- | ---- |
| 1990年普查 | 17711 |      |
| 2000年普查 | 13160 |      |
| 2004年末   | 15438 | 6008 |
| 2005年     | 17300 |      |
| 2010年普查 | 12100 |      |

目前户籍人口约1.7万多，实际居住人口约1.3万，为人口流出区域。

## 行政
镇人民政府镇政府驻地摇星浦小集镇长欣西路镇府弄8号，距县城高亭镇9.5公里。下设5个渔农村新型社区、10个行政村：
- 摇星社区（摇星浦村、林家村、张家塘墩村、外湾村）
- 海山社区（茶前山村、海丰村）
- 青黑社区（村）
- 仇江门社区（后岸村、前岸村）
- 双合社区（村）

## 经济
全镇以农业为主，双合社区有部分从事渔业，有小型渔码头。主要工业企业包括岱西皮鞋厂，岱山县仇江门拆船有限公司等。

## 教育
乡原设初中一所，现已经撤并。
原初中被撤并到岱西怀慈小学。

## 宗教
- 大禹王殿
- 淡水庙
- 天主教岱西君王堂

## 旅游
- 石壁残照（蓬莱十景之一）